# FK Hvězda Cheb
Maillots
Le FK Hvězda Cheb est un club tchèque de football basé à Cheb. Le club fondé en 1951 est refondé en 2001 après une faillite en 1996. L'équipe a évolué treize fois dans le championnat tchèque.

## Noms précédents
- 1951 : VSJ Sokolovo Cheb
- 1952 : DSO Rudá Hvězda Cheb
- 1966 : VTJ Dukla Hraničář Cheb
- 1972 : TJ Rudá Hvězda Cheb (RH Cheb)
- 1990 : SKP Union Cheb
- 1994 : FC Union Cheb
- 2001 : FC Union Cheb 2001
- 2011 : FK Hvězda Cheb

## Palmarès
- Coupe du Danube
  - Finaliste : 1958